# Константин Жибоедов
Константин Михайлович Жибоедов е руски и съветски спортист.
Той е сред легендарните футболисти от ранната история на ПФК ЦСКА, Москва. Защитава цветовете на московския тим между 1916 и 1928 г., когато клубът носи названията ОЛЛС, ОППВ и ЦДКА.
Освен с футбол, той се занимава активно с бокс, баскетбол, хокей, тенис на корт.

## Клубна кариера
Роден е през 1899 г. Започва да тренира футбол в детския тим на ОЛЛС през 1913 г. Преминава в дублиращия тим (1916) и с него печели турнира на Казанската лига и клас „Б“ на Московската лига при юношите.
През същата 1916 година става шампион на Руската империя по бокс в категория „Перо“. После е многократен шампион на Москва в тази категория.
От 1917 г. е в мъжкия футболен тим на ОЛЛС. Същата година тимът печели Клас Б на Московската лига и печели промоция в Клас А. В състава на ОЛЛС Жибоедов е шампион на Москва, носител на купа „Тосмена“ и носител на купа „КФС Коломяги“ през 1922 г.
През 1923 г. става шампион по баскетбол в тима на създадения на базата на ОЛЛС ОППВ.
Жибоедов продължава да играе и за футболния тим, с който става шампион на Москва през 1926 г. През 1928 г. играе за обединения армейски тим ЦДКА Москва, но прекратява кариерата си поради болест.

## В националния отбор
Жибоедов е шампион на РСФСР в състава на сборния отбор на Москва през 1922 г. Крилото е в състава на сборния отбор на РСФСР при първото му задгранично турне през 1923 г. в Швеция, Норвегия и Германия.

## Треньор и функционер
След края на кариерата си работи във футболната секция на РСФСР, а от 1938 до 1939 г. е старши треньор на ЦДКА. През 1948 г. става заслужил майстор на спорта на СССР. Между 1947 и 1958 г. е член на Всесъюзната футболна секция.